# Бернадот, Фольке
Фольке Бернадо́т, граф Висбо́ргский (швед. Folke Bernadotte af Wisborg; 2 января 1895, Стокгольм — 17 сентября 1948, Иерусалим) — шведский дипломат, общественный деятель, один из руководителей Международного комитета Красного Креста. Представитель морганатической ветви шведской королевской династии Бернадотов. Племянник короля Густава V, крестный отец ныне правящего короля Швеции Карла XVI Густава.
Во время Второй мировой войны вёл переговоры об освобождении около 450 датских евреев и 30 550 нееврейских заключенных из многих стран из нацистского немецкого концентрационного лагеря Терезиенштадт, состоявшемся 14 апреля 1945 года. Получил предложение о капитуляции Германии от Генриха Гиммлера, отвергнутое Антигитлеровской коалицией. После войны Бернадот был единогласно избран посредником Совета Безопасности ООН в арабо-израильском конфликте 1947–1948 годов. Был убит в Иерусалиме в 1948 году военизированной сионистской группировкой «Лехи». После гибели Бернадота его работу продолжил Ральф Банч, выступивший посредником в заключении соглашений о перемирии 1949 года между Израилем и Египтом.

## Биография
Родителями Фольке были принц Оскар Карл Август (1859—1953), второй сын короля Оскара II, и придворная дама Эбба Мунк. Так как брак, заключённый 15 марта 1888 года, являлся морганатическим, принц Оскар был вынужден отказаться от прав на шведский престол и от династических титулов принца Шведского и герцога Готландского. С этого момента Оскар и Эбба именовались принц и принцесса Бернадот. В 1892 году дядя принца Оскара, Великий герцог Люксембургский Адольф пожаловал им титул графов Висборгских. У Оскара и Эббы родилось 5 детей: Мария (1889—1974), Карл (1890—1977), София Бернадот (1892—1936), Эльса (1893—1996) и Фольке.
Фольке был младшим ребёнком в семье. Посещал школу в Стокгольме, после окончания которой поступил в Военную академию Карлсберг. В 1915 году сдал экзамен на офицерский чин и начал службу в королевской конной гвардии, дослужившись к 1930 году до чина майора.
В 1933 году представлял Швецию на Всемирной выставке в Чикаго. В 1939—1940 годах служил главным уполномоченным от Швеции на Всемирной выставке в Нью-Йорке. Длительное время был связан с шведской организацией бой-скаутов и в 1937 году возглавил эту организацию. После начала Второй мировой войны принимал меры для обучения скаутов мерам противовоздушной обороны и в качестве медицинских помощников.

### Деятельность в Красном Кресте
В 1943 году граф Фольке Бернадот стал вице-президентом шведского отделения Красного Креста. Занимая эту должность, граф участвовал в переговорах с одним из главных военных и политических функционеров нацистской Германии Генрихом Гиммлером, в результате которых на определённых условиях миссионеру удалось выговорить сохранение жизни тридцати тысячам заключённых разной национальности. Граф действовал по распоряжению шведского отделения Красного Креста. В обмен на жизнь заключённых шведская сторона пошла на такие, например, уступки как разрешение использовать территорию Швеции для транспортировки военных частей и продовольственных грузов в соседние государства. Освобождённых заключённых на территории Швеции кормили и отправляли на родину.

### Участие в переговорах с Гиммлером
В 1945 году, незадолго до окончания войны, рейхсминистр внутренних дел гитлеровской Германии, рейхсфюрер СС Генрих Гиммлер попытался использовать графа Бернадота в своих целях. «Верный Генрих» наладил связь с представителями союзников и планировал наделить графа посредническими функциями при организации сепаратных переговоров. Между Бернадотом и Гиммлером состоялось несколько встреч. Одной из наиболее актуальных тем для обсуждения стала возможность передачи концентрационных лагерей под опеку Международного Красного Креста, а также была затронута тема освобождения женщин из Равенсбрюка. Двойная позиция Гиммлера не могла не сказаться на ходе и темпе ведения переговоров: рейхсминистр всё ещё пытался сохранять преданность фюреру, но в то же время не терял надежды на выход на самого Эйзенхауэра. Гиммлер сделал предложение англичанам и американцам о капитуляции Германии и получил от них ответ, что они будут согласны вести переговоры, если к этому привлекут третьего партнёра — СССР. Это было для Гиммлера совершенно неприемлемо. Тем более на освобождение польских женщин из Равенсбрюка должна была последовать санкция Гитлера, без которой освобождение не могло состояться. В итоге через несколько дней, 27 апреля, Бернадот сообщил, что «половинчатая» капитуляция ни в коей мере не может устроить союзников. Вскоре после ультимативного заявления графа произошло разоблачение сепаратных контактов рейхсминистра.
28 апреля Гитлеру принесли сводку радиоперехвата, согласно которой агентство «Рейтер» и Стокгольмское радио сообщали о переговорах Гиммлера с западными союзниками и о его предложении о капитуляции. После этого, обвинив Гиммлера в измене, Гитлер снял его со всех постов.

### Миссия по спасению заключённых
Тем не менее, заручившись согласием гитлеровской Германии, а также не без ведома союзников, графу Бернадоту удалось организовать спасение заключённых, вывозя их в так называемых «Белых автобусах» со знаками Международного комитета Красного Креста — с целью избежать ненужных жертв при бомбардировках. Несмотря на подобную меру предосторожности, без потерь обойтись не удалось — во время бомбардировок союзников погибли 16 освобождённых узников. До капитуляции вермахта было вывезено более 15 000 человек, после официального подписания акта капитуляции Германии были перевезены ещё 10 000. Считается, что эта операция по вывозу узников концентрационных лагерей на территорию Шведского королевства стала самой крупной в истории. В общей сложности она заняла 3 месяца — с марта по май 1945 года.
Операция по спасению узников увековечена в национальном мемориале холокоста «Яд ва-Шем», который находится в Иерусалиме. Также в экспозиции музея представлен один из «белых автобусов», который использовался для выполнения миссии. В 2008 году в Израиле инициировали бурную дискуссию по поводу необходимости поименовать графа Фольке Бернадота в числе других Праведников мира. Этот титул получили 22 000 неевреев из 44 стран мира. Титул Праведника мира присуждается лицам, внёсшим свой вклад в спасение еврейского населения от Холокоста. В настоящее время на имя графа Бернадота в Яд ва-Шем заведена специальная папка, однако до недавних пор вопрос о включении миссионера-спасителя в число «Праведников мира» всерьёз не рассматривался.

### Деятельность на посту посредника ООН

#### Принятие ноябрьской резолюции 1947
Далее карьера Фольке Бернадота достигла своего пика. По окончании войны шведский аристократ, потомок маршала Жана Батиста Жюля Бернадота стал в 1946 году президентом шведского Красного Креста. Уже в следующем, 1947 году, были созданы предпосылки для будущего затяжного арабо-израильского конфликта, длящегося и по сей день. Британская сторона отказалась от мандата на Палестину, мотивировав это невозможностью урегулирования противоречий между арабами и евреями. 29 ноября 1947 года Организация Объединённых Наций приняла Резолюцию 181 по разделу подмандатной Палестины. Таким образом, на месте подмандатной Палестины должны были появиться два новых государства — арабское и еврейское. Во избежание конфликтов по поводу спорного Иерусалима, в резолюции был рекомендован особый его статус: он объявлялся международным городом под эгидой ООН. Руководство еврейского ишува Палестины приняло план ООН, однако он был категорически отвергнут арабским миром в лице Лиги арабских государств и Верховного арабского комитета. После провозглашения государственной независимости Израиля 14 мая 1948 года арабы объявили новопровозглашённому государству войну. Начало первой арабо-израильской войны подтолкнуло Генеральную Ассамблею ООН утвердить должность посредника ООН, на которую был назначен граф Фольке Бернадот.

#### Планы Бернадота по урегулированию Арабо-израильского конфликта
Его назначение произошло на следующий день после начала войны. Благодаря активным посредническим усилиям Бернадота, 29 мая было достигнуто соглашение о прекращении огня сроком на четыре недели, которое вступало в силу с 11 июня. Непосредственную роль в процессе достижения перемирия сыграл Фольке Бернадот. Как куратор миротворческой миссии, граф настаивал на запрете на ввоз оружия на территории конфликтующих государств. Вместе с тем он лоббировал начало окончательных мирных переговоров в период, когда действовало соглашение о прекращении огня. Еврейская сторона воспротивилась одному из пунктов плана Бернадота, согласно которому вводился запрет на въезд в страну людей, достигших призывного возраста.  В конце концов граф Бернадот 27 июня 1948 года представил на обсуждение компромиссный план, по которому территория Палестины[какая?], так и не ставшая суверенной, подлежала управлению, которое бы осуществляли совместно Израиль и Трансиордания. План, в частности, содержал отказ от интернационализации Иерусалима и включение его в состав расширенной Трансиордании. Бернадот усиленно акцентировал внимание на проблеме беженцев, которые были вынуждены бежать из районов, оккупированных израильскими войсками, считая, что этот факт подрывает усилия по достижению долговременного мира.
15 июля 1948 года представитель УССР в Совете Безопасности ООН, выступавший от лица СССР, подверг уничижительной критике план Бернадота, который, по его мнению, вступал в противоречие с принципами ноябрьской резолюции 1947 года. План был охарактеризован как «имеющий намерение уничтожить государство Израиль». Он мало устраивал еврейскую сторону, так как ущемлял её права в отношении территории. Арабская же сторона ставила перед собой цель добиться полной ликвидации государственности Израиля, не соглашаясь на частичные уступки. В результате стороны отвергли предложение Бернадота. Однако ещё 7 июля большинством в СБ ООН была принята резолюция о продлении перемирия на срок, установить который был уполномочен сам Совет Безопасности. После длительных консультаций с Ф. Бернадотом военные действия были возобновлены после 9 июля — в день, когда истекал срок первоначального соглашения. Окончательно стороны прервали боевые действия только 18 июля того же года.
Бернадот ставил перед собой цель добиться решения по самым наболевшим и неразрешимым вопросам, провоцировавшим конфликт, который, казалось бы, был обречён на то, чтобы быть законсервированным в латентной фазе, периодически обостряясь и вновь затухая. Бернадоту виделись три краеугольных камня, на которых базировался конфликт: проблема арабских беженцев, потерявших свои дома, проблема границ (пожалуй, наиболее острая и противоречивая), и проблема неустановленного статуса Иерусалима. Можно сделать вывод[откуда?], что именно последний пункт стоил дипломату жизни. Первоначально Бернадот планировал оставить Иерусалим под управлением арабов, чем вызвал откровенное негодование Израиля, а затем, в последующих редакциях своего доклада, как уже было сказано выше, предлагал предоставить Иерусалиму статус города под международным контролем. 16 сентября, за день до убийства, Бернадот выступил с окончательным вариантом доклада, в котором высказал идею международного города. В частности, согласно плану, озвученному в докладе, большая часть пустыни Негев переходила арабам, а израильской стороне в качестве символической компенсации доставался участок Западной Галилеи. Исследователи[кто?] признают, что в докладе ощущалось сильное влияние американской стороны.

### Убийство
10 сентября 1948 года центральным комитетом «Лехи» было принято решение об организации покушения на Фольке Берандота. Этому предшествовала пропагандистская кампания против него и его планов по урегулированию конфликта. Для сокрытия следов организации была «создана» фиктивная группа «Отечественный фронт». Непосредственно после убийства от её имени была взята ответственность за покушение.
17 сентября Бернадот в процессии из трёх автомобилей выехал на узкую дорогу, ведущую из Катамона, занятого армией Израиля, к Рехавии, в которой располагался дом военного губернатора Иерусалима. Израильский военный внедорожник стал поперёк дороги, чтобы остановить продвигающуюся колонну. Три молодых солдата в форме израильской армии приблизились к машине во главе эскорта, чтобы проверить документы находившихся в ней людей. Неожиданно один из солдат, Иехошуа Коэн, подбежал к «Крайслеру», в котором находился Бернадот, и, просунув в окно автомобиля дуло немецкого пистолета-пулемёта, в упор расстрелял графа Бернадота, всадив в него 6 пуль. Ещё 18 досталось сидевшему рядом полковнику Андре Серо, сопровождавшему посредника ООН и выполнявшего миссию обозревателя. Остальные солдаты открыли огонь по шинам автомобиля и после этого скрылись на внедорожнике, а первый стрелок — пешком. Поднялась паника, было приказано срочно добираться до больницы, однако жертва покушения скончалась по пути, не приходя в сознание. Расследование покушения началось через 24 часа.
Через некоторое время после террористического акта по обвинению в его совершении был задержан один из руководителей «Лехи» Натан Елин-Мор. Вскоре обвиняемые в убийстве дипломата были отпущены на свободу.

## Современная оценка

Герб Фольке Бернадота

Много кривотолков вызывает непонятная реакция израильских властей, последовавшая на покушение. Признание того факта, что убийство было совершено членами организации «Лехи», переодевшимися в солдат израильской армии, последовало только через 30 лет. Однако 17 сентября 2008 года в Иерусалиме, Стокгольме и Нью-Йорке прошли памятные мероприятия, посвящённые шестидесятой годовщине этого политического убийства.
Именем Бернадота был назван один из лесов, посаженных в Израиле Еврейским национальным фондом.

## Критика
Существует также мнение историков о том, что роль Фольке Бернадота, как спасителя евреев, является преувеличенной. Переговоры о вывозе всех скандинавских заключённых из концлагерей Германии с Гиммлером провёл его личный врач, шведский подданный Феликс Керстен. Соглашение об этом было заключено между Керстеном и Гиммлером ещё 8 декабря 1944 года, причём заключено письменно. Далее Керстену удалось убедить Гиммлера освободить не только скандинавских заключённых, но и поляков, французов, евреев т. д. Всех, кому гарантировалось убежище в Швеции. Согласно Керстену, Бернадот выступил лишь в роли исполнителя договоренностей, что не помешало ему после войны преувеличить свою роль спасителя, и отказывая в таковой Керстену. Решающую роль Керстена в переговорах, равно как и чисто исполнительскую роль Бернадота подтверждали и многочисленные комиссии, например, под руководством голландского профессора Постхумуса, являвшегося после войны директором Института военной документации Нидерландов. Профессор Постхумус выступил в 1949 году с докладом, в котором убедительно, на основе многочисленных документов, доказал, что граф Бернадот не играл существенной роли в спасении евреев, заслуга эта принадлежит доктору Феликсу Керстену. См. предисловие британского историка Хью Тревора-Ропера к книге Феликса Керстена «Пять лет рядом с Гиммлером» и другие источники.

## Семья
Фольке Бернадот женился на американке Эстель Манвиль (1904—1984) (Плезантвилль, штат Нью-Йорк) 1 декабря 1928 года в Епископальной городской церкви святого Иоанна в Плезантвилле, Нью-Йорк, США. Они впервые встретились на Ривьере. Семья Эстель основала корпорацию Джонс-Мэнвилл. На свадьбе невеста носила шведскую свадебную корону из платины и горных кристаллов и фату королевы Софии из ажурного кружева. Более 1500 гостей были приглашены на торжества на ферму Хани-Эсмаро в Мэнвилле. Впервые член европейской королевской семьи женился на американской земле.
После свадьбы пара поселилась в Драгонгардене в Стокгольме и имела четырёх сыновей, двое из которых умерли в детстве:
- Густав Эдуард Бернадотт (1930—1936) — умер от послеоперационных осложнений
- Фольке Бернадотт, граф Висборг (род. 1931), 2 июля 1955 года женился на Кристине Гленс, 4 детей:
  - Анна Кристина (р. 1956), двое детей
    - София (р. 1990)
    - Симон (р. 1992)

  - Карл Фольке (р. 1958), двое детей
    - Карл (р. 1998)
    - Уильям (р. 2002)

  - Мария Эстель (р. 1962), двое детей
    - Луиза Ганфини (р. 1988)
    - Джулио Ганфини (р. 1990)

  - Гуннар Фредерик (р. 1963), двое детей
    - Фольк Клас Уильям (р. 1996)
    - Астрид (р. 1999)
- Фридрих Оскар Бернадотт (1934—1934)
- Бертиль Оскар Бернадотт, граф Висборг (род. 1935), был женат на Роз-Мари Херинг (1942—1967) — умерла через год после свадьбы и Джилл Джорджине Родос-Мэддокс (р. 1947), трое детей
  - Оскар Александр (р. 1982)
  - Эдвард Густав (р. 1983), трое детей
    - Леонардо Фольке (р. 2013)
    - Сиенна Дезире (р. 2015)
    - Арианна Эстель (р. 2018)

  - Астрид Дезире Эстель (р. 1987)